# 二宮神社 (船橋市)

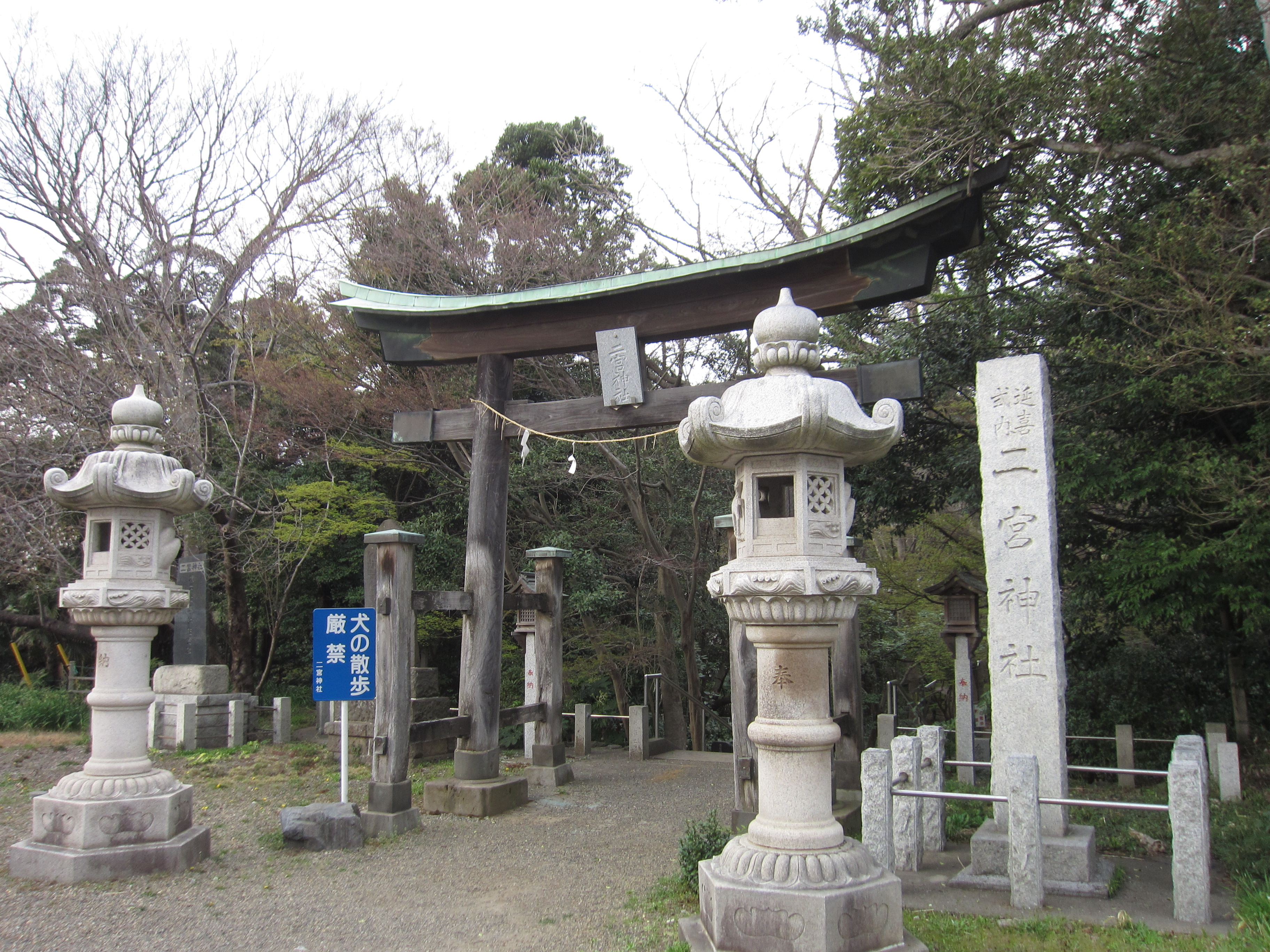
鳥居

二宮神社（にのみやじんじゃ）は、千葉県船橋市三山にある神社。式内社論社で、下総国二宮と伝える。旧社格は郷社。古くは三山明神あるいは二宮明神とも称された。

## 祭神
祭神は神社由緒書に従って記載。
- 建速須佐之男命
- 櫛稲田比売命
- 大国主命
- 藤原時平命

伝承によると、治承4年（1180年）に左遷された藤原師経がこの地に住みついた際に祖先の藤原時平を相殿に合せ祀った。時平は菅原道真（天神）の政敵であるため、天神の氏子は当社に参拝しなかったと伝わる。
- 大雀命

明治時代に近隣の無格社・若宮八幡神社を合祀。
- 誉田別命

明治時代に摂社・阿波八幡神社を合祀。

## 歴史
社伝によれば、弘仁年間（810年～824年）、嵯峨天皇の勅命により創建されたという。地名同様「三山」の名は古くは「御山」と見え、当社に起因する。三山氏が先祖代々神官を務めた。
平安時代中期の『延喜式』神名帳には「下総国千葉郡 寒川神社」の記載があるが、当社はその論社とされている。また、下総国の二宮として朝廷からの崇敬をうけたという（ただし旭市の玉崎神社も二宮を称する）。二宮神社と呼ばれ始めた時期は不明であるが、乾元2年（1303年）銘の梵鐘（成田市祥鳳院蔵）に「総州二宮社壇」とあることから鎌倉時代にはすでにこの呼称があったとうかがえる。
天正19年（1591年）には徳川家康から朱印地10石を与えられたほか、江戸幕府将軍からの寄進は幾度にも及んだ。安政5年（1858年）刊の『成田参詣記』では「三山明神社（みやまみょうじんやしろ）」の図の挿絵とともに紹介されている。
明治に入ると、近代社格制度において郷社に列した。明治43年（1910年）に若宮八幡神社と元摂社・阿波八幡神社を合祀した。
古来より「注連下」（氏子の区域）は21・3ヶ村（現在の船橋市東部・北部、習志野市、八千代市、千葉市西部）にまたがる広大な地域に達し、現在でも例祭などで、その影響力を見ることができる。

## 境内

### 社殿
現在の社殿は安永年間（1772年〜1781年）に再建されたものである。本殿・拝殿とも屋根は銅板葺であるが、本殿は大正11年（1922年）10月に、拝殿は大正14年（1925年）に茅葺屋根から葺き替えられた。この社殿の平面形式は江戸時代に流行した権現造であるが、拝殿から幣殿にいたる床面の高さは同じになるようになっている。また、軒の組物及び腰組も当時の正規の宮大工の手法によって意匠と造作がなされている。昭和53年（1978年）10月25日に船橋市の有形文化財に指定された。

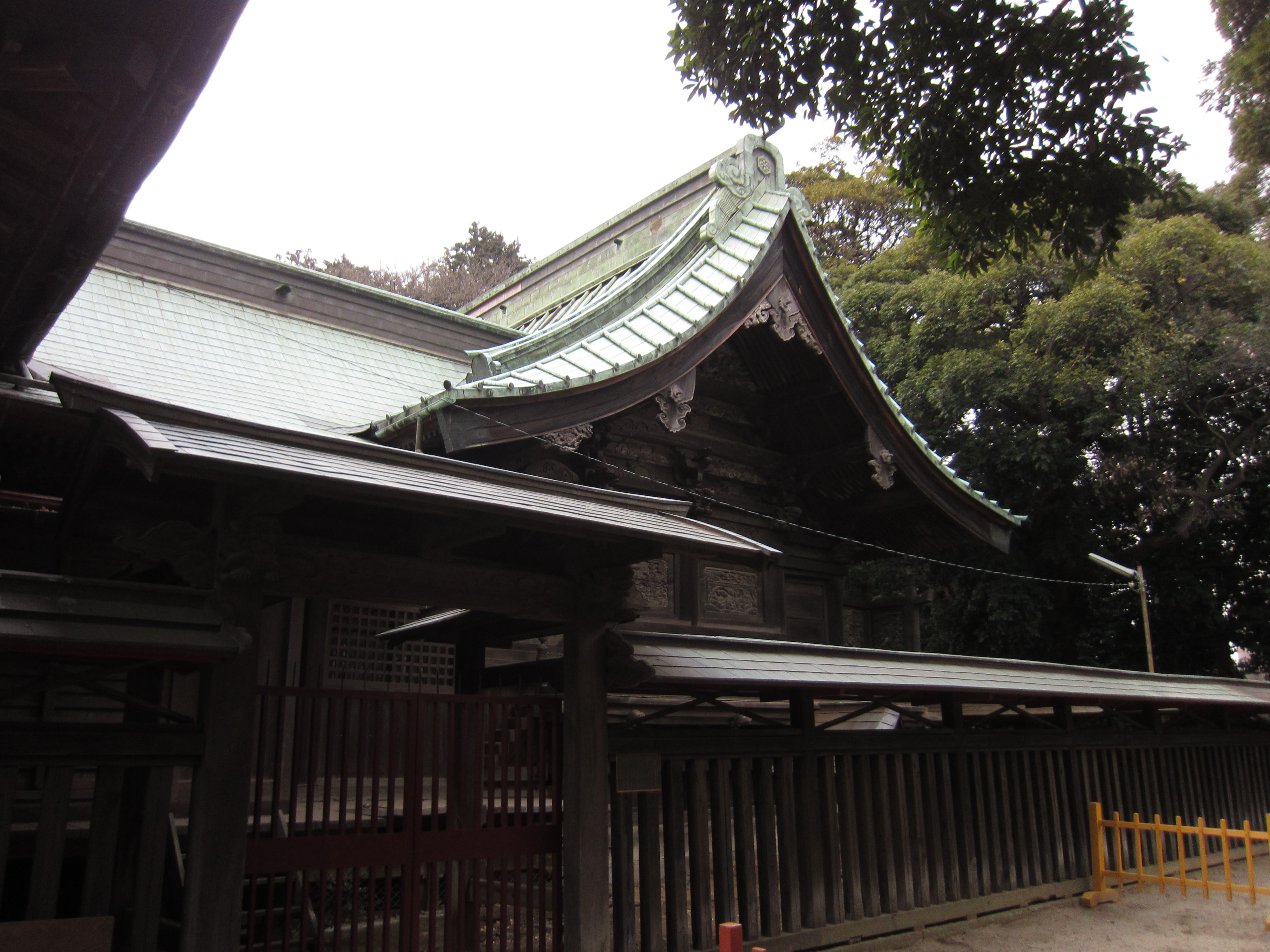
本殿
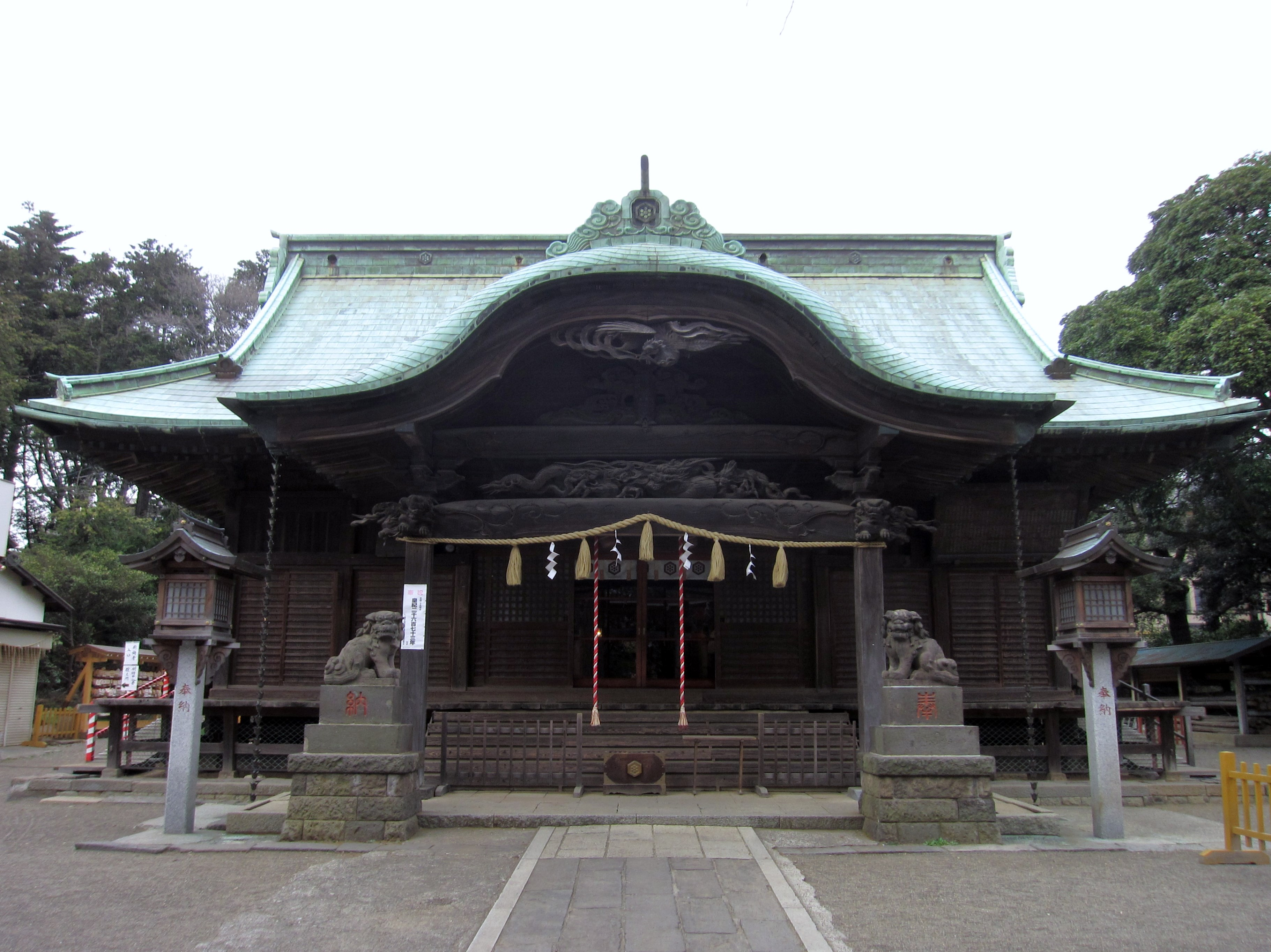
拝殿
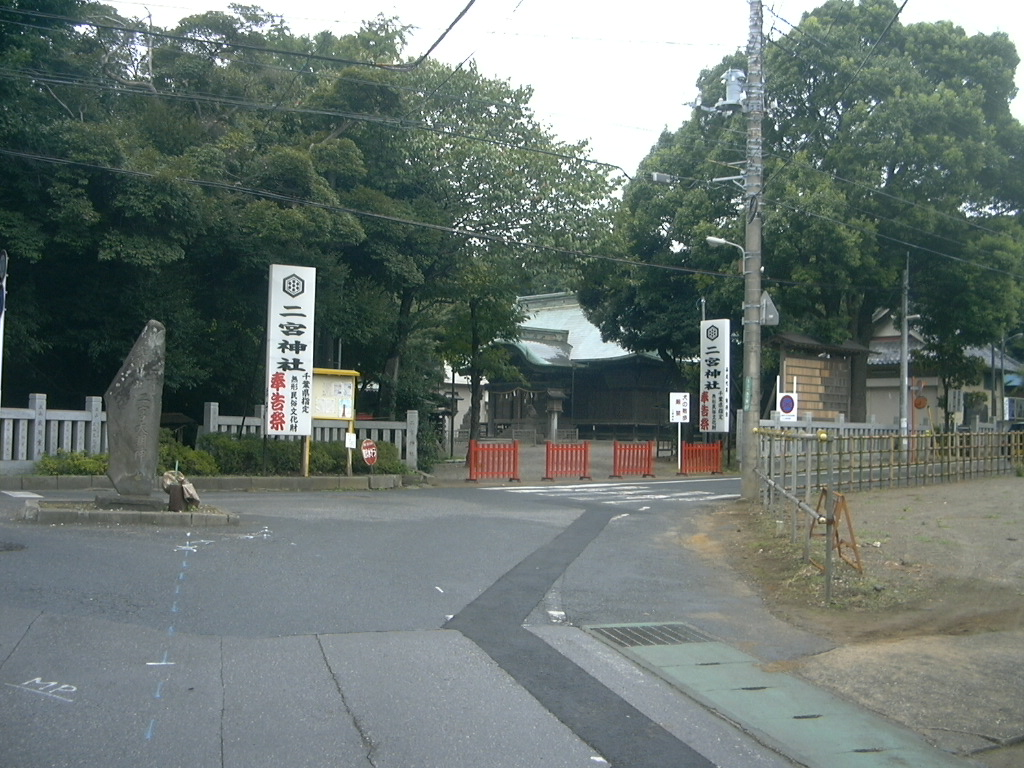
前広場
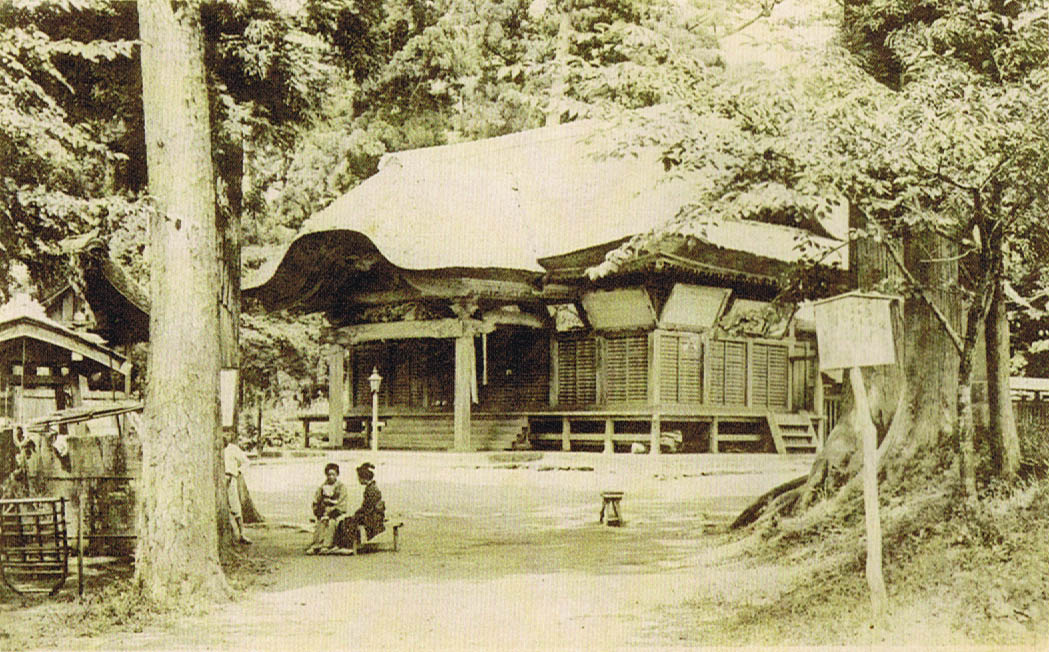
1918年の社殿写真

### 参道

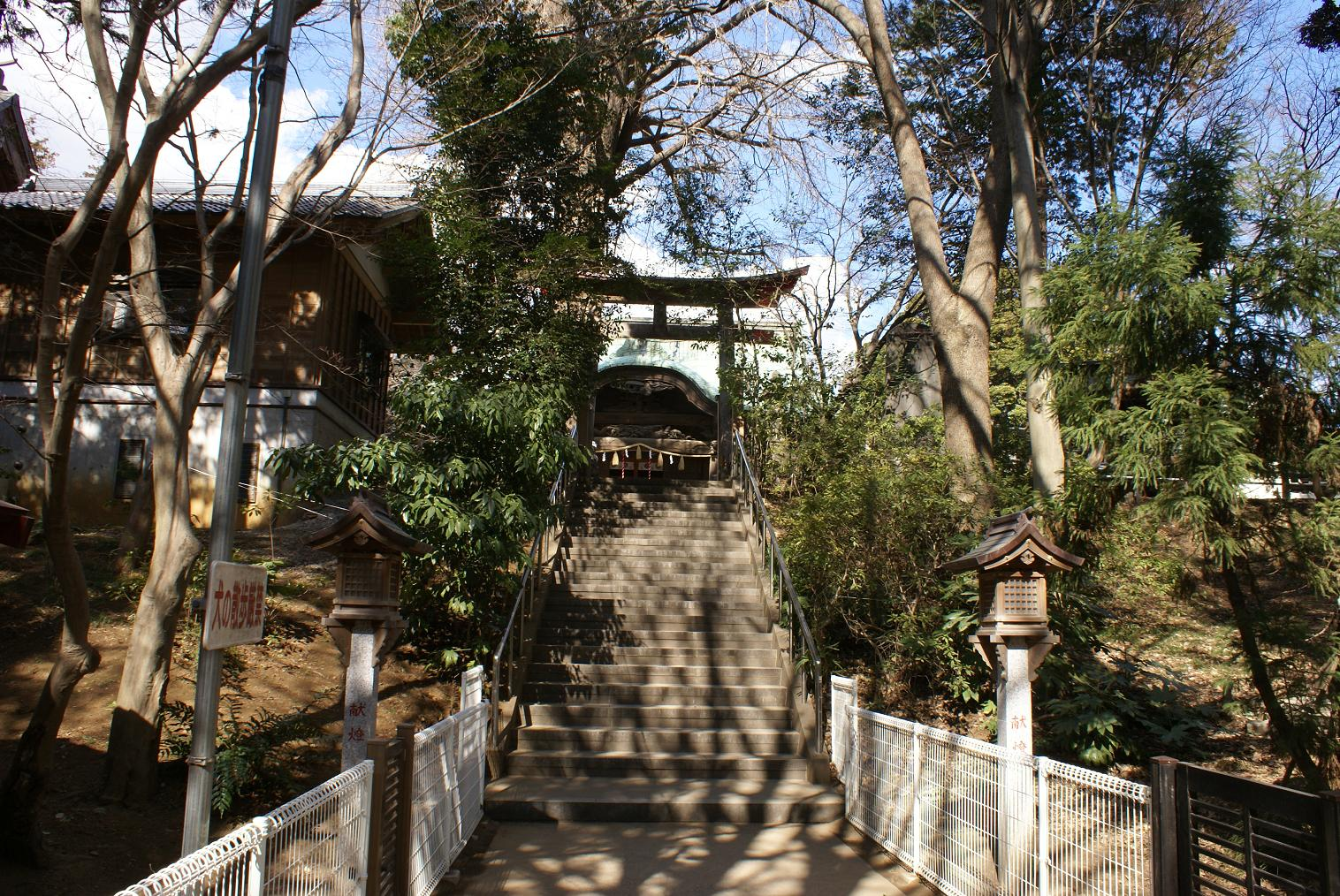
参道

正面の鳥居から参拝すると参道はいったん低くなり、谷を横断して進むように作られている。なお、谷の底部には小川が流れており、その水脈は習志野市の津田沼に鎮座している菊田神社境内にある池へとつながっているといわれている。谷底を直線に進むと石段をのぼりおわる頃に拝殿の向拝の唐破風が見えてくるようになっており、大きく雄大な唐破風の曲線、そして雄渾な彫刻をゆっくりと鑑賞できるようにと大工棟梁のデザインの工夫が凝らされている。

## 祭事
- 歳旦祭（1月1日）
- 御射初祭（1月7日）
- お筒粥炊き神事（1月14日）
- 節分祭（2月3日）
- 例祭（10月16日）
- 大火揚（おおびよ、旧暦11月13日の夜）

当地に流されたと言われる藤原師経らを迎えようとして里人がかがり火を焚いたことに因むまつり。
- 下総三山の七年祭り（丑年・未年）

当社を中心とし、船橋市・千葉市・八千代市・習志野市の9神社が参加する、数え年で7年に1度の祭り。当社は「父」の役割を務める。

## 周辺
- 醫王山神宮寺

隣接。廃仏毀釈以前の当社別当寺。

## 文化財

### 千葉県指定無形民俗文化財
- 下総三山の七年祭り - 平成16年3月30日指定。

### 船橋市指定文化財
- 社殿（有形文化財（建造物）） - 平成4年2月27日指定。
- 斎藤園女等奉納句額（有形文化財（歴史資料）） - 昭和55年10月23日指定。
- 二宮神社神楽（無形民俗文化財） - 平成7年6月26日指定。
- 二宮神社のイチョウ（天然記念物） - 平成24年3月30日指定。

## 交通アクセス
- 津田沼駅（JR東日本総武本線）北口から
  - 京成バス（津02 二宮神社行）で終点「二宮神社」バス停下車（乗車時間20分）
  - 船橋新京成バス（津08 二宮神社前行）で終点「二宮神社前」バス停下車（乗車時間20分）
- 薬園台駅（京成松戸線）から
  - 徒歩（3分）で国道296号線の「薬園台駅入口」バス停から、船橋新京成バス（津08 二宮神社前行）で終点「二宮神社前」バス停下車（乗車時間10分）
- 京成大久保駅（京成本線）から
  - 徒歩（7分）で「東邦大学前」バス停から、京成バス（津02 二宮神社行）で終点「二宮神社」バス停下車（乗車時間6分）

京成大久保駅付近の京成バスは下り・上りで経路が異なる。下りの最寄りは「東邦大学前」バス停、上りの最寄りは「大久保十字路」バス停。